# Humbertyta
Inom algebraisk geometri är en Humbertyta, studerad av och uppkallad efter Humbert (1899), en yta i modulrummet av principiellt polariserade abelska ytor som består av ytorna med en symmetrisk endomorfi med någon fixerad diskriminant.